# Bab Mansour
Bab Mansour is een stadspoort in Meknes. De architect was waarschijnlijk een tot de Islam bekeerde Christen die de naam Mansour aangenomen had. Dit verklaart de bijnaam van de poort, el Aleuj (de afvallige). Bab Mansour is een van de beroemdste poorten van Noord-Afrika.

## Geschiedenis
Toen Moulay Ismail erin slaagde na de plotselinge dood van zijn broer Rashid de macht te grijpen in Marokko, maakte hij Meknes de hoofdstad van zijn rijk. Hij legde er een ongekende bouwlust aan de dag. Zo verrees aan de zuidkant van de stad een compleet nieuwe koninklijke stad, die omringd werd door een muur met een lengte van bijna 25 km. Van de twintig poorten die deze muur rijk is, geldt Bab Mansour als de mooiste. Omdat de werkzaamheden eraan pas kort voor de dood van Moulay Ismail aanvingen, werd de poort in 1731-32 onder zijn zoon en opvolger Moulay Abdallah voltooid.

## Architectuur
Door zijn imposante afmetingen domineert Bab Mansour de Place el Hédime, het centrale plein van Meknes. Twee vierkante torens met loggia's flankeren de centrale poort met een enigszins spitse hoefijzerboog. Deze torens hebben elk op hun beurt weer een vierkante aanbouw die rust op een zuil met kapiteel van wit marmer. Naar alle waarschijnlijkheid zijn deze zuilen afkomstig van de Romeinse nederzetting Volubilis, die niet ver van Meknes ligt.
Bab Mansour valt niet alleen op door zijn indrukwekkende en ruimtelijke proporties, maar ook door de zorg die besteed is aan de versiering. Dit staat in sterk contrast met grote delen van de koninklijke stad die vooral opvallen door hun uiterst sobere uitvoering. Bab Mansour is echter versierd met voornamelijk groene zelliges, stucco, marmer en hout. Geometrische en plantenmotieven wisselen elkaar op ingenieuze wijze af. Aan de bovenkant loopt over de volle lengte van de poort een band met zwarte kalligrafie. Dit is een gedicht ter verheerlijking van Moulay Abdallah. Kantelen bekronen de 16 m hoge poort.

## Afbeeldingen

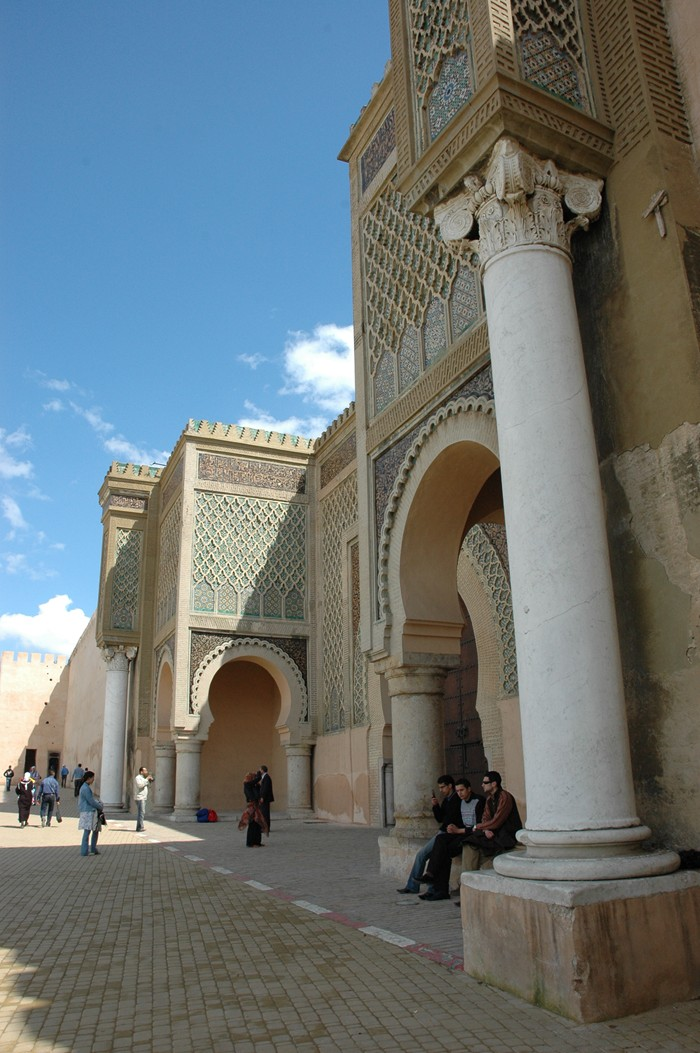
zijaanzicht
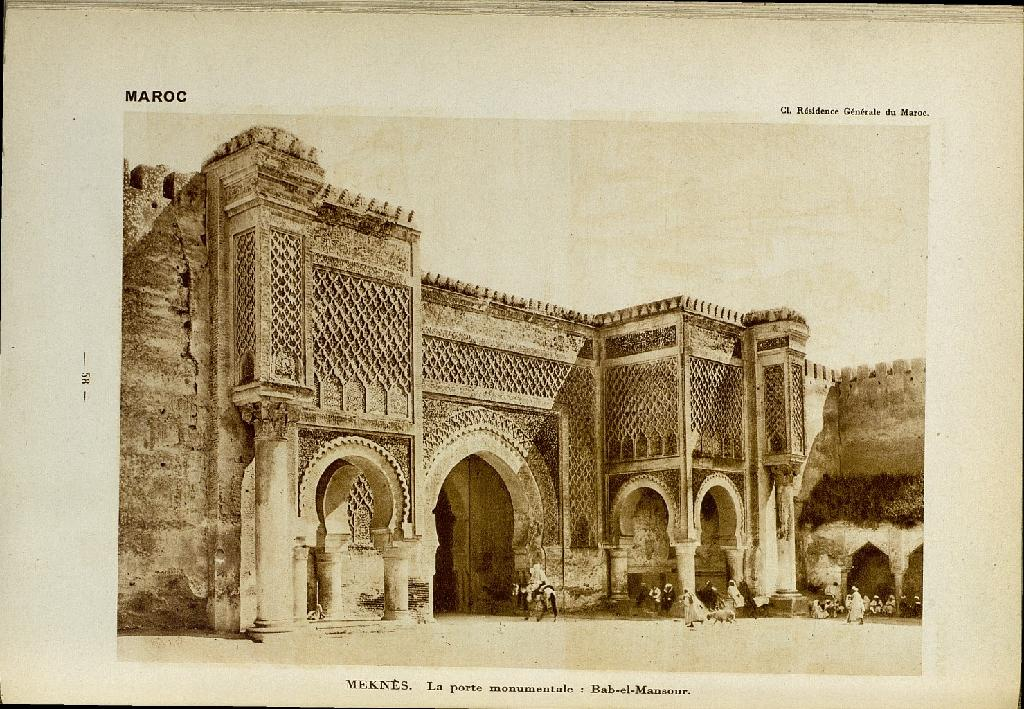
illustratie uit 1931
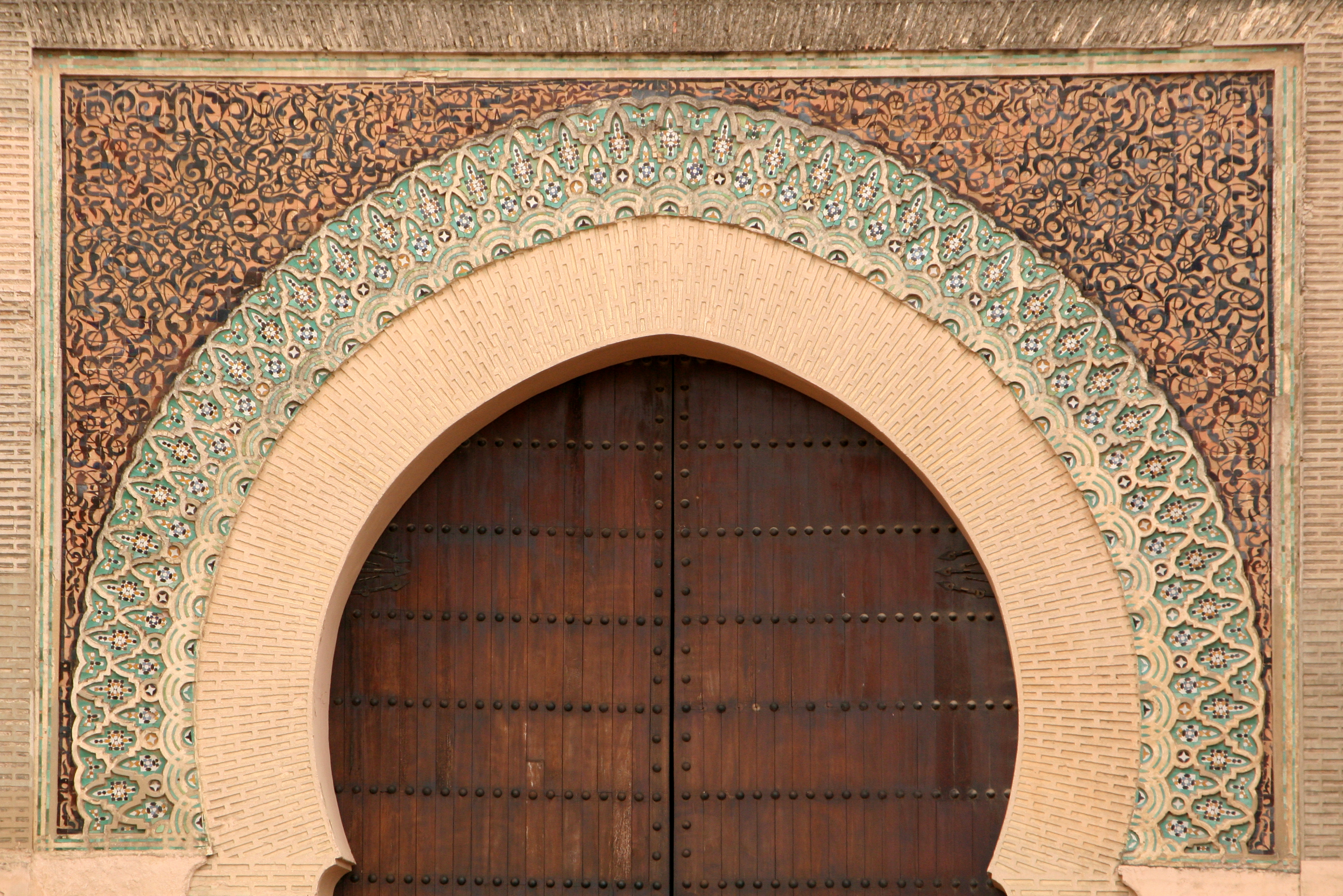
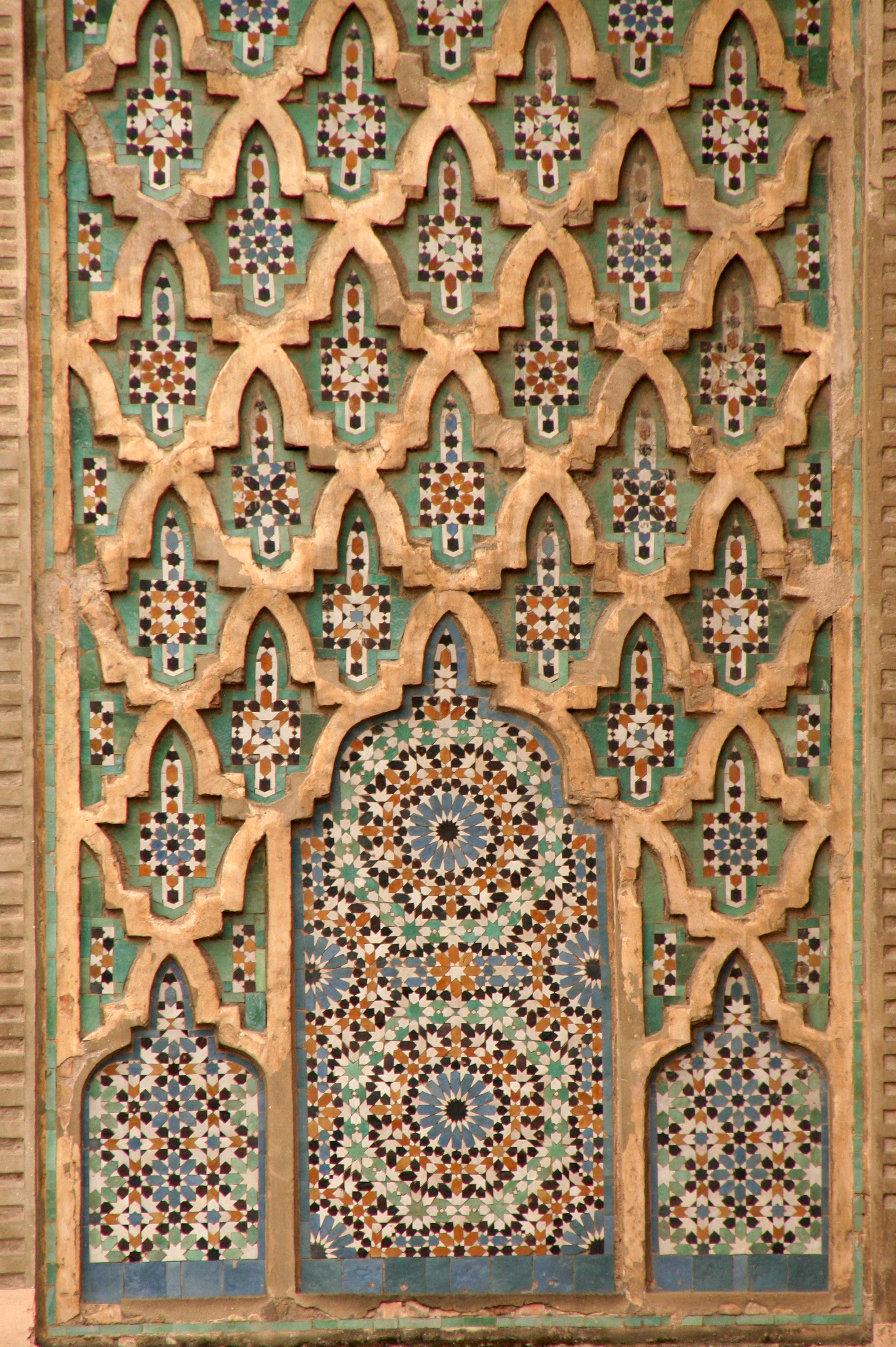